# Skeleton-Weltcup
Der Skeleton-Weltcup ist eine während des Winters ausgetragene Wettkampfserie im Skeleton. Organisiert werden die Rennen von der IBSF. Seit der Saison 1986/87 werden dabei die Gesamtweltcupsieger der Männer ermittelt. Seit der Saison 1996/97 wird der Weltcup der Frauen ausgetragen. In nichtolympischen Wintern bilden die Skeleton-Weltmeisterschaften den Höhepunkt der Saison. Die Rennen im Rahmen der Weltmeisterschaften zählen jedoch nicht zum Weltcup.
Unterhalb des Weltcups ist der Skeleton-Intercontinentalcup als Bindeglied zwischen dem Weltcup und den kontinentalen Rennserien (Europacup und Nordamerikacup) angesiedelt.

## Austragung und Veranstaltungsorte
Die Weltcupsaison umfasst in der Regel acht Stationen und wird parallel zum Bob-Weltcup ausgetragen. Pro Weltcupwochenende findet jeweils ein Rennen für Männer und Frauen statt. Es können 18 Eiskanäle in Asien, Europa und Nordamerika für Weltcups genutzt werden.

## Weltcup-Punktesystem
Der Sieger eines Weltcups erhält 225, der Zweite 210 und der Dritte 200 Punkte. Weltcup-Punkte werden bis zum 30. Platz vergeben, für den der Pilot noch 20 Punkte erhält.
Das System ist in das IBSF-Skeleton-Ranking eingepasst. In die Wertung gehen alle Ergebnisse aus den vier offiziellen Rennserien Weltcup, Intercontinentalcup, Europacup und Nordamerikacup sowie die Ergebnisse der Weltmeisterschaften und Juniorenweltmeisterschaften ein. Bei den unterklassigen Wettbewerben sind dementsprechend weniger Punkte zu gewinnen. Bei Punktgleichheit wird die Reihenfolge durch den Vergleich der Platzierungen ermittelt.

### Punkteverteilung
| Platz  | 1   | 2   | 3   | 4   | 5   | 6   | 7   | 8   | 9   | 10  | 11  | 12  | 13  | 14  | 15  | 16 | 17 | 18 | 19 | 20 | 21 | 22 | 23 | 24 | 25 | 26 | 27 | 28 | 29 | 30 |
| Punkte | 225 | 210 | 200 | 192 | 184 | 176 | 168 | 160 | 152 | 144 | 136 | 128 | 120 | 112 | 104 | 96 | 88 | 80 | 74 | 68 | 62 | 56 | 50 | 45 | 40 | 36 | 32 | 28 | 24 | 20 |

## Bisherige Sieger im Gesamtweltcup
| Pilot               | Titel |
| ------------------- | ----- |
| Martins Dukurs      | 10    |
| Christian Auer      | 5     |
| Andy Böhme          | 2     |
| Kristan Bromley     | 2     |
| Jeff Pain           | 2     |
| Andy Schmid         | 2     |
| Alexander Tretjakow | 2     |
| Ryan Davenport      | 1     |
| Lincoln DeWitt      | 1     |
| Zach Lund           | 1     |
| Alexander Müller    | 1     |
| Franz Plangger      | 1     |
| Willi Schneider     | 1     |
| Chris Soule         | 1     |
| Gregor Stähli       | 1     |
| Yun Sung-bin        | 1     |
| Alain Wicki         | 1     |

| Pilotin                        | Titel |
| ------------------------------ | ----- |
| Alexandra Coomber              | 3     |
| Jacqueline Lölling             | 3     |
| Janine Flock                   | 2     |
| Steffi Hanzlik                 | 2     |
| Mellisa Hollingsworth-Richards | 2     |
| Marion Thees                   | 2     |
| Katie Uhlaender                | 2     |
| Lindsay Alcock                 | 1     |
| Tina Hermann                   | 1     |
| Anja Huber                     | 1     |
| Michelle Kelly                 | 1     |
| Jelena Nikitina                | 1     |
| Maya Pedersen-Bieri            | 1     |
| Noelle Pikus-Pace              | 1     |
| Shelley Rudman                 | 1     |
| Elizabeth Yarnold              | 1     |